# Clemens Theodor Reichert

Clemens Theodor Reichert

Clemens Theodor Reichert (* 29. Dezember 1829 in Lübben; † 29. November 1893 in Görlitz) war ein deutscher Verwaltungsjurist und Kommunalpolitiker, der von 1881 bis zu seinem Tod Oberbürgermeister von Görlitz und in diesem Amt gleichzeitig Mitglied des Preußischen Herrenhauses war.

## Leben
Reichert war ein Sohn des Juristen Gustav August Reichert (* 18. Oktober 1798 in Guben; † 31. Mai 1836 in Marienwerder) und dessen Frau Elise Reichert geb. Anton (* 10. Mai 1810 in Calau; † 31. August 1888 in Marienwerder). Er besuchte das Gymnasium Marienwerder. Während seines Studiums der Rechtswissenschaften an der Albertus-Universität Königsberg wurde er 1849 Mitglied der Burschenschaft Germania. Anschließend schlug er eine juristische Laufbahn als Richter und Rechtsanwalt in Thorn ein, bis er 1880 zunächst Zweiter Bürgermeister und Syndikus, ab 1881 Oberbürgermeister von Görlitz wurde. Ab 1882 war er in diesem Amt auch Mitglied des Preußischen Herrenhauses. 1888 wurde er Abgeordneter des Provinziallandtags der Provinz Schlesien. Ab 1881 war er Mitglied der Oberlausitzischen Gesellschaft der Wissenschaften. Er trug den Ehrentitel eines (königlich preußischen) Justizrats.
Seiner 1862 geschlossenen Ehe mit Ida geb. Räschke (* 1835) entstammten zwei Söhne und eine Tochter.

## Ehrungen
- preußischer Roter Adlerorden 4. Klasse
- preußischer Kronenorden 3. Klasse
- Benennung der Reichertstraße in Görlitz (1976–1990: Wilhelm-Pieck-Straße)